# Nepolepšitelný
Nepolepšitelný je český film z roku 2009 režiséra Jiřího Svobody.

## Obsazení
| Jaromír Hanzlík   | MUDr. Martin Ivánek |
| Markéta Hrubešová | Petra Loučková      |
| Eliška Zbranková  | Tereza Kotačková    |
| Milan Kňažko      | primář Křenek       |